# (7040) Harwood
(7040) Harwood ist ein Asteroid des Hauptgürtels, der am 24. September 1960 von dem niederländischen Astronomenehepaar Cornelis Johannes van Houten und Ingrid van Houten-Groeneveld entdeckt wurde. Die Entdeckung geschah im Rahmen des Palomar-Leiden-Surveys, bei dem von Tom Gehrels mit dem 120-cm-Oschin-Schmidt-Teleskop des Palomar-Observatoriums aufgenommene Feldplatten an der Universität Leiden durchmustert wurden.
Der Asteroid wurde nach dem britischen Drehbuchautor, Filmproduzenten und Theaterschauspieler Ronald Harwood (1934–2020) benannt, dessen bekanntester Film das Holocaust-Drama Der Pianist ist, welcher das Leben von Władysław Szpilman erzählt.